# Preikestolen

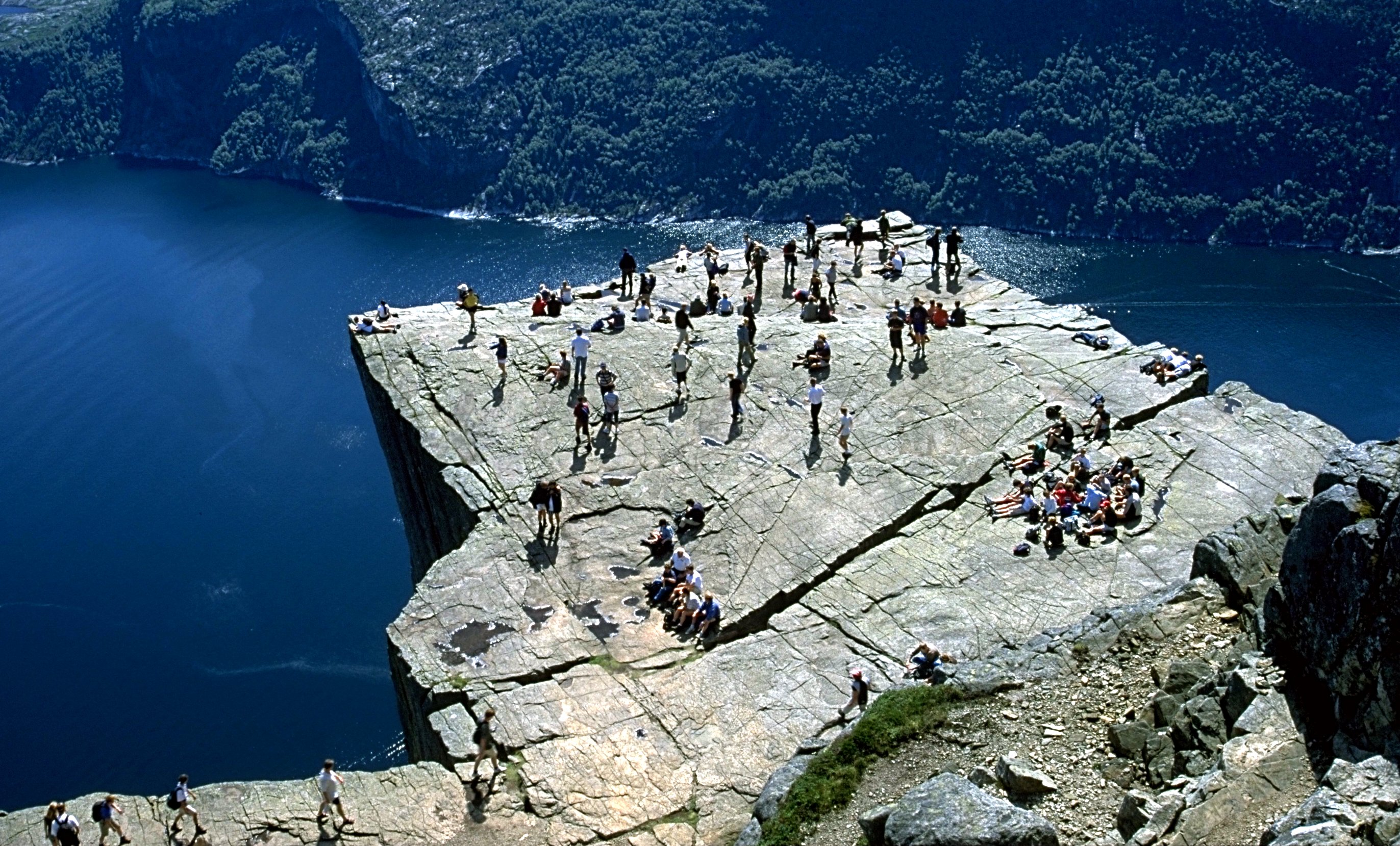
Preikestolen

De Preikestolen of Prekestolen (letterlijk: de Preekstoel) is een klif, die 604 meter boven de Lysefjord uitsteekt. Preikestolen is gelegen in de Noorse gemeente Sandnes in de provincie Rogaland.
Deze toeristische bezienswaardigheid in het westen van Noorwegen biedt een uitzicht over fjorden en bergen en is onder andere door middel van een met stenen gemarkeerde wandelroute bereikbaar.

## Geologie
Tijdens de Caledonische orogenese kwamen Laurentia (min of meer het huidige Noord-Amerika) en Baltica (min of meer Europa zonder Zuid-Europa) met elkaar in botsing, om zo samen Laurazië te vormen. Deze botsing zorgde voor het ontstaan van het Scandinavisch Hoogland waarbij heel veel graniet en ander magmatisch gesteente zich gevormd heeft. Het gebergte moet eruitgezien hebben zoals de huidige Alpen. Al vanaf de vorming begon de erosie van dit gebergte, die nog honderden miljoenen jaren zou voortduren. Laurazië begon geleidelijk aan terug uit elkaar te bewegen, waarbij vanaf zo'n 180 miljoen jaar geleden de breuk definitief was. Het breukvlak vinden we onder andere tussen Groenland en Scandinavië.
Tijdens het Pleistoceen volgden een aantal ijstijden elkaar op. De ijskappen ten gevolge van de ijstijden hadden een dubbel effect op het Scandinavisch Hoogland. Enerzijds leidden ze tot een specifieke erosie, de valleien werden uitgesleten tot een U-dal en het gewicht van het kilometers dikke pak ijs was er de oorzaak van dat de aardkorst in de asthenosfeer zonk. Het ijs sleet de vallei niet alleen uit, maar was ook krachtig genoeg om grote rotsblokken te splijten. Nabij Preikestolen zijn verschillende van deze blokken afgebroken. Ook Preikestolen zelf vertoont een enorme barst.
Aan het einde van de laatste ijstijd, zo'n 12.000 jaar geleden, werd het klimaat warmer. Hierdoor verdween een groot deel van de ijskappen en steeg het zeeniveau, waardoor het zeewater de vele U-dalen aan de kust binnendrong. Hierdoor is Preikstolen aan een fjord gelegen.

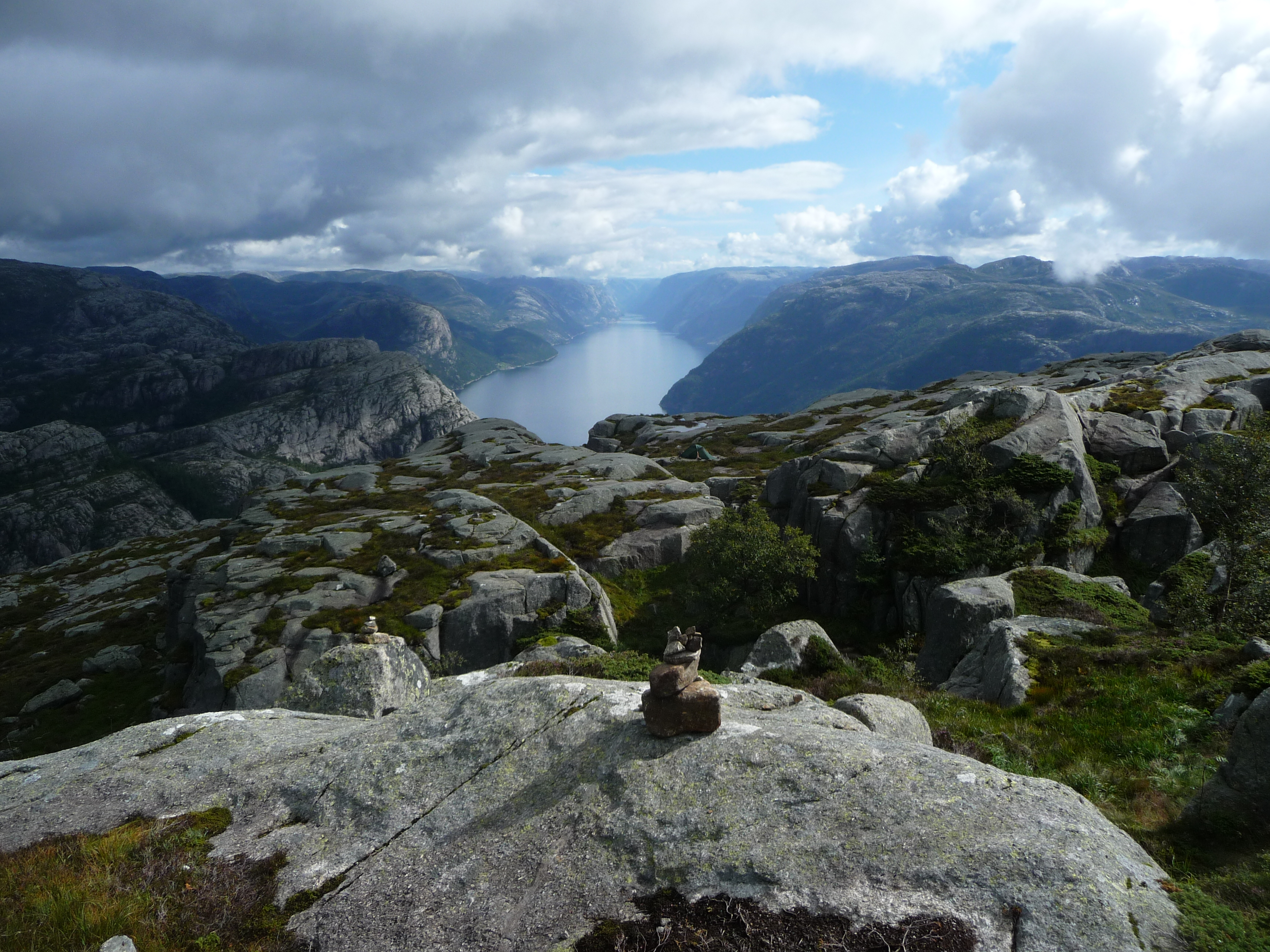
Omgeving van Preikestolen
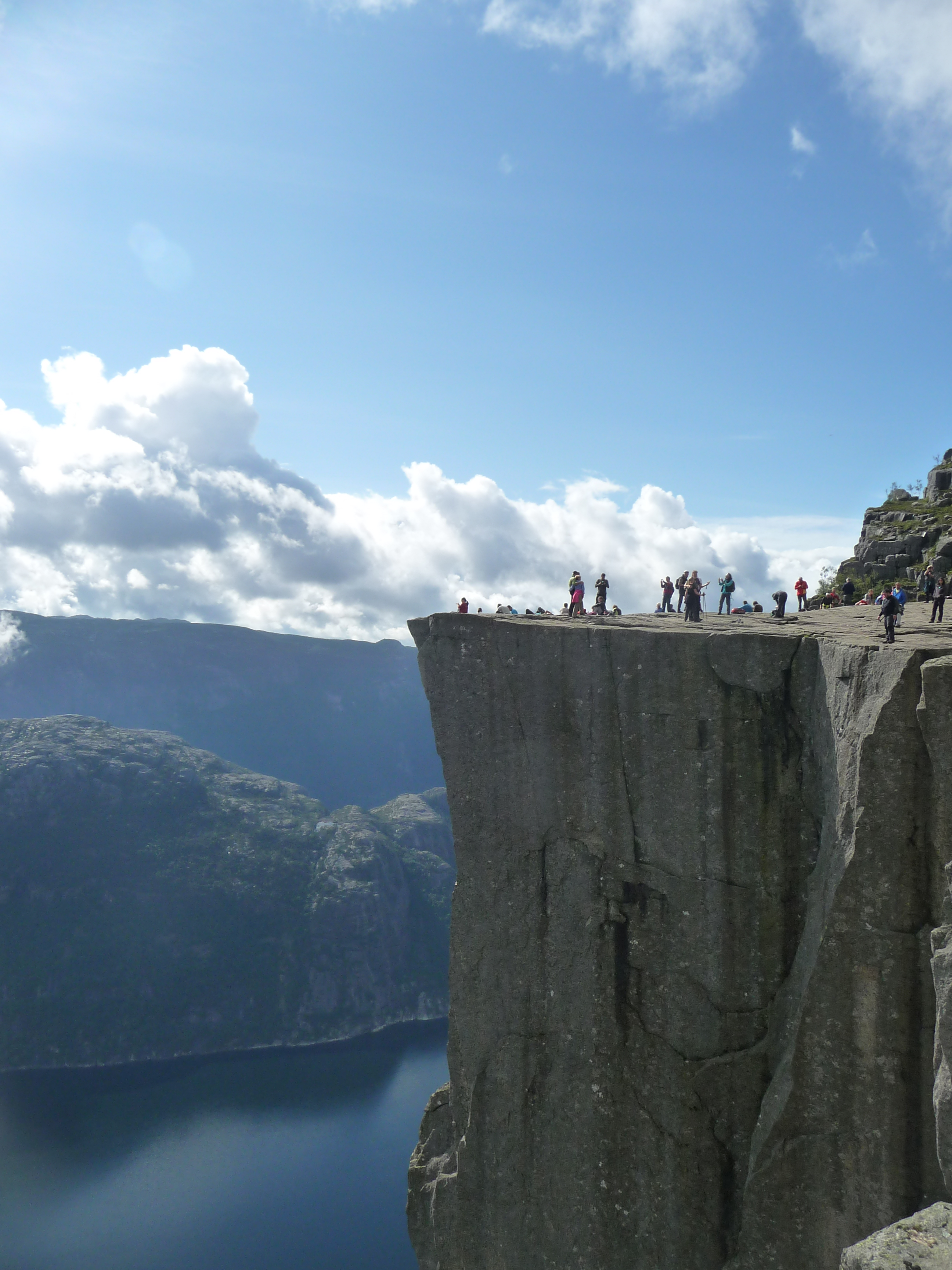
De klif en het Lysefjord
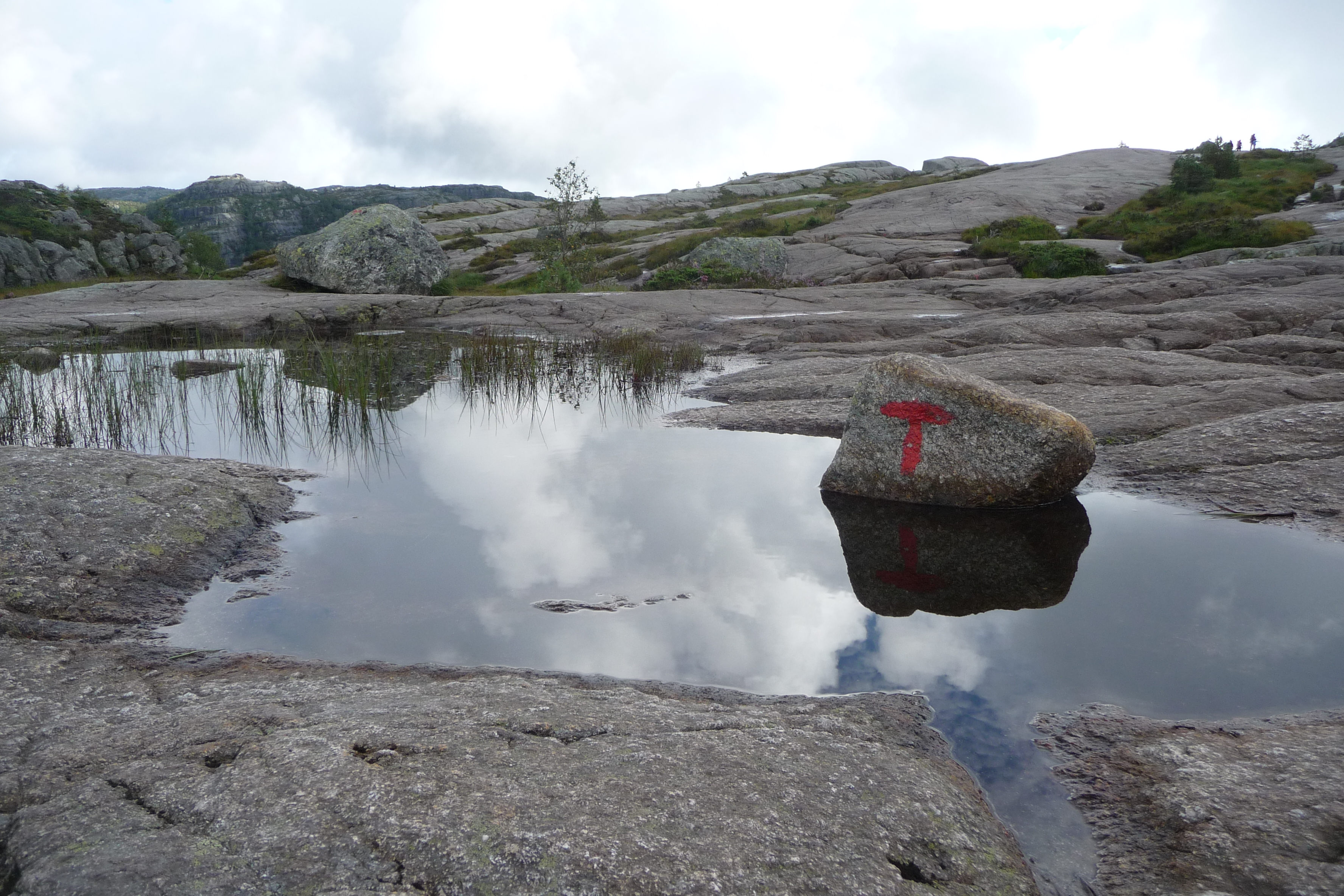
Stenen markeringen langs een toegangsroute